# پنیاراندا د دوئرو
پنیاراندا د دوئرو (به اسپانیایی: Peral de Arlanza) یک شهرستان در اسپانیا است.